# Tómala!
Tómala! es el cuarto álbum de estudio del grupo de funk chileno Los Tetas. Grabado en el año 2002, Tómala! fue el disco que dio a conocer a Los Tetas internacionalmente. Este disco contiene 2 ediciones, la chilena y la mexicana que contiene el tema Como Quisiera Decirte de Los Angeles Negros y donde Saludo está incluida al final de Undergroud Side.

## Lista de canciones - Edición Chilena
| Tómala! |                   |          |  |
| N.º     | Título            | Duración |  |
| 1.      | «Intro»           | 1:37     |  |
| 2.      | «I Like!»         | 5:36     |  |
| 3.      | «Fiesta Funk»     | 3:20     |  |
| 4.      | «Sistemas»        | 4:14     |  |
| 5.      | «Funkee Monkee»   | 1:04     |  |
| 6.      | «Despertar»       | 3:56     |  |
| 7.      | «Tómala!»         | 3:56     |  |
| 8.      | «Saludo»          | 0:06     |  |
| 9.      | «Mañana Volverás» | 4:13     |  |
| 10.     | «Undergroud Side» | 3:52     |  |
| 11.     | «Instrumental»    | 4:07     |  |
| 12.     | «Te Quiero Así»   | 4:14     |  |
| 13.     | «I'll Be Back»    | 3:58     |  |
| 14.     | «Ya Me Voy»       | 7:43     |  |

## Lista de canciones - Edición Mexicana
| Tómala! |                         |          |  |
| N.º     | Título                  | Duración |  |
| 1.      | «Intro»                 | 1:37     |  |
| 2.      | «I Like!»               | 5:36     |  |
| 3.      | «Sistemas»              | 4:14     |  |
| 4.      | «Funkee Monkee»         | 1:04     |  |
| 5.      | «Despertar»             | 3:56     |  |
| 6.      | «Tómala!»               | 3:56     |  |
| 7.      | «Undergroud Side»       | 3:58     |  |
| 8.      | «Mañana Volverás»       | 4:13     |  |
| 9.      | «Funky Fiesta»          | 3:20     |  |
| 10.     | «Como Quisiera Decirte» | 3:29     |  |
| 11.     | «Instrumental»          | 4:07     |  |
| 12.     | «Te Quiero Así»         | 4:14     |  |
| 13.     | «I'll Be Back»          | 3:58     |  |
| 14.     | «Ya Me Voy»             | 2:01     |  |

- Datos: Q24938572